# Wydział Organizacji Sztuki Filmowej Państwowej Wyższej Szkoły Filmowej, Telewizyjnej i Teatralnej im. Leona Schillera w Łodzi
Wydział Organizacji Sztuki Filmowej Państwowej Wyższej Szkoły Filmowej, Telewizyjnej i Teatralnej im. Leona Schillera w Łodzi – jeden z czterech wydziałów Państwowej Wyższej Szkoły Filmowej, Telewizyjnej i Teatralnej im. Leona Schillera w Łodzi. Jego siedziba znajduje się przy ul. Targowej 61-63 w Łodzi.

## Kierunki studiów
- Organizacja Produkcji Filmowej i Telewizyjnej[2]

## Władze
- Dziekan: dr Anna Pachnicka
- Prodziekan ds. studenckich: dr Artur Majer
- Pełnomocnik Dziekana ds. kształcenia: mgr Monika Żelazowska
- Pełnomocnik Dziekana ds. nauki i twórczości artystycznej: prof. dr hab. Izabela Łapińska[3]